# Alen Sherri
Alen Sherri (Scutari, 15 dicembre 1997) è un calciatore albanese, portiere del Frosinone, in prestito dal Cagliari, e della nazionale albanese.

## Carriera

### Club
Cresciuto nelle giovanili del Vllaznia, con cui debutta nella massima serie albanese nel 2015.
Il 24 luglio 2024 viene acquistato dalla squadra italiana del Cagliari. Fa il suo esordio con i sardi il 24 settembre, nella partita dei sedicesimi di Coppa Italia, vinta per 1-0 contro la Cremonese, in cui gioca da titolare. Il 9 novembre esordisce anche in Serie A, giocando da titolare la partita interna contro il Milan, pareggiata per 3-3. Dopo un breve periodo in cui è stato titolare, nel mercato di gennaio i rossoblù acquistano Elia Caprile che prende il posto di Sherri come titolare degli isolani.
Il 10 luglio 2025 viene ceduto in prestito al Frosinone in Serie B.

### Nazionale
Debutta con la maglia della nazionale albanese Under-21 il 23 marzo 2018 nella partita valida per le qualificazioni all'Europeo 2019, persa per 2 a 3 contro la Slovacchia Under-21.
Il 27 maggio 2021 riceve la sua prima convocazione dalla nazionale maggiore albanese per le partite amichevoli contro Galles e Rep. Ceca rispettivamente del 5 ed 8 maggio 2021.

## Statistiche

### Presenze e reti nei club
Statistiche aggiornate al 22 dicembre 2024.
| Stagione        | Squadra         | Campionato      | Campionato | Campionato | Coppe nazionali | Coppe nazionali | Coppe nazionali | Coppe continentali | Coppe continentali | Coppe continentali | Altre coppe | Altre coppe | Altre coppe | Totale | Totale |
| Stagione        | Squadra         | Comp            | Pres       | Reti       | Comp            | Pres            | Reti            | Comp               | Pres               | Reti               | Comp        | Pres        | Reti        | Pres   | Reti   |
| --------------- | --------------- | --------------- | ---------- | ---------- | --------------- | --------------- | --------------- | ------------------ | ------------------ | ------------------ | ----------- | ----------- | ----------- | ------ | ------ |
| gen.-giu. 2015  | Vllaznia        | KS              | 7          | -10        | CA              | 0               | 0               | -                  | -                  | -                  | -           | -           | -           | 7      | -10    |
| 2015-2016       | Vllaznia        | KS              | 3          | -7         | CA              | 2               | -1              | -                  | -                  | -                  | -           | -           | -           | 5      | -8     |
| 2016-2017       | Vllaznia        | KS              | 0          | 0          | CA              | 0               | 0               | -                  | -                  | -                  | -           | -           | -           | 0      | 0      |
| 2017-2018       | Vllaznia        | KS              | 26         | -31        | CA              | 3               | -2              | -                  | -                  | -                  | -           | -           | -           | 29     | -33    |
| 2018-2019       | Vllaznia        | KP              | 21         | -8         | CA              | 0               | 0               | -                  | -                  | -                  | -           | -           | -           | 21     | -8     |
| 2019-2020       | Vllaznia        | KS              | 27         | -26        | CA              | 2               | -3              | -                  | -                  | -                  | -           | -           | -           | 29     | -29    |
| Totale Vllaznia | Totale Vllaznia | Totale Vllaznia | 84         | -82        |                 | 7               | -6              |                    | -                  | -                  |             | -           | -           | 91     | -88    |
| 2020-2021       | Laçi            | KS              | 35         | -24        | CA              | 4               | -2              | UEL                | 2                  | -2                 | -           | -           | -           | 41     | -28    |
| 2021-2022       | Laçi            | KS              | 3          | -8         | CA              | 3               | -2              | UECL               | 6                  | -6                 | -           | -           | -           | 12     | -16    |
| Totale Laçi     | Totale Laçi     | Totale Laçi     | 38         | -32        |                 | 7               | -4              |                    | 8                  | -8                 |             | -           | -           | 53     | -44    |
| 2022-2023       | Egnatia         | KS              | 35         | -31        | CA              | 5               | -2              | -                  | -                  | -                  | -           | -           | -           | 40     | -33    |
| 2023-2024       | Egnatia         | KS              | 34+2       | -36 + 0    | CA              | 6               | -2              | UECL               | 2                  | -5                 | SA          | 1           | -1          | 45     | -44    |
| lug. 2024       | Egnatia         | KS              | 0          | 0          | CA              | 0               | 0               | UCL+UECL           | 2+0                | -2                 | SA          | 0           | 0           | 2      | -2     |
| Totale Egnatia  | Totale Egnatia  | Totale Egnatia  | 69+2       | -67 + 0    |                 | 11              | -4              |                    | 4                  | -7                 |             | 1           | -1          | 87     | -79    |
| 2024-2025       | Cagliari        | A               | 7          | -11        | CI              | 1               | 0               | -                  | -                  | -                  | -           | -           | -           | 7      | -9     |
| 2025-2026       | Frosinone       | B               | 0          | 0          | CI              | -               | -               |                    | -                  | -                  |             | -           | -           | 0      | 0      |
| Totale carriera | Totale carriera | Totale carriera | 198+2      | -192+ 0    |                 | 26              | -14             |                    | 12                 | -15                |             | 1           | -1          | 238    | -220   |

### Cronologia presenze e reti in nazionale
| Cronologia completa delle presenze e delle reti in nazionale ― Albania | Cronologia completa delle presenze e delle reti in nazionale ― Albania | Cronologia completa delle presenze e delle reti in nazionale ― Albania | Cronologia completa delle presenze e delle reti in nazionale ― Albania | Cronologia completa delle presenze e delle reti in nazionale ― Albania | Cronologia completa delle presenze e delle reti in nazionale ― Albania | Cronologia completa delle presenze e delle reti in nazionale ― Albania | Cronologia completa delle presenze e delle reti in nazionale ― Albania |
| Data                                                                   | Città                                                                  | In casa                                                                | Risultato                                                              | Ospiti                                                                 | Competizione                                                           | Reti                                                                   | Note                                                                   |
| ---------------------------------------------------------------------- | ---------------------------------------------------------------------- | ---------------------------------------------------------------------- | ---------------------------------------------------------------------- | ---------------------------------------------------------------------- | ---------------------------------------------------------------------- | ---------------------------------------------------------------------- | ---------------------------------------------------------------------- |
| 9-11-2022                                                              | Marbella                                                               | Qatar                                                                  | 1 – 0                                                                  | Albania                                                                | Amichevole                                                             | -                                                                      | 46’                                                                    |
| Totale                                                                 |                                                                        | Presenze                                                               | 1                                                                      |                                                                        | Reti                                                                   | 0                                                                      |                                                                        |

| Cronologia completa delle presenze e delle reti in nazionale ― Albania under 21 | Cronologia completa delle presenze e delle reti in nazionale ― Albania under 21 | Cronologia completa delle presenze e delle reti in nazionale ― Albania under 21 | Cronologia completa delle presenze e delle reti in nazionale ― Albania under 21 | Cronologia completa delle presenze e delle reti in nazionale ― Albania under 21 | Cronologia completa delle presenze e delle reti in nazionale ― Albania under 21 | Cronologia completa delle presenze e delle reti in nazionale ― Albania under 21 | Cronologia completa delle presenze e delle reti in nazionale ― Albania under 21 |
| Data                                                                            | Città                                                                           | In casa                                                                         | Risultato                                                                       | Ospiti                                                                          | Competizione                                                                    | Reti                                                                            | Note                                                                            |
| ------------------------------------------------------------------------------- | ------------------------------------------------------------------------------- | ------------------------------------------------------------------------------- | ------------------------------------------------------------------------------- | ------------------------------------------------------------------------------- | ------------------------------------------------------------------------------- | ------------------------------------------------------------------------------- | ------------------------------------------------------------------------------- |
| 16-6-2015                                                                       | Sollentuna                                                                      | Svezia under 21                                                                 | 4 – 1                                                                           | Albania under 21                                                                | Amichevole                                                                      | -2                                                                              | 55’                                                                             |
| 23-3-2018                                                                       | Tirana                                                                          | Albania under 21                                                                | 2 – 3                                                                           | Slovacchia under 21                                                             | Qual. Europeo Under-21 2019                                                     | -3                                                                              | 68’                                                                             |
| Totale                                                                          |                                                                                 | Presenze                                                                        | 2                                                                               |                                                                                 | Reti                                                                            | -5                                                                              |                                                                                 |

## Palmarès

### Club

#### Competizioni nazionali
- Campionato albanese: 1

Egnatia: 2023-2024
- Coppa d'Albania: 2

Egnatia: 2022-2023, 2023-2024